# 広島県道442号実留山内線
広島県道442号実留山内線（ひろしまけんどう442ごう さねどめやまのうちせん）は、広島県庄原市を通る一般県道である。

## 概要
庄原市実留町から庄原市山内町に至る。

### 路線データ
- 起点：庄原市実留町（広島県道443号実留春田線交点）
- 終点：庄原市山内町（山ノ内駅入口交差点、国道183号交点）
- 総延長：6.62 km

## 地理

### 通過する自治体
- 庄原市

### 交差する道路
| 交差する道路              | 交差する場所 | 交差する場所              |
| ------------------------- | ------------ | ------------------------- |
| 広島県道443号実留春田線   | 実留町       | 起点                      |
| 広島県道61号三次庄原線    | 一木町       |                           |
| 広島県道441号七塚三良坂線 | 七塚町       |                           |
| 広島県道230号山内停車場線 | 山内町       |                           |
| 国道183号                 | 山内町       | 山ノ内駅入口交差点 / 終点 |

### 交差する鉄道
- 芸備線

### 沿線
- 庄原カントリークラブ
- 七塚原牧場（広島県立畜産技術センター）
- 県立広島大学庄原キャンパス（旧：広島県立大学）
- E2A 中国自動車道 七塚原SA
- JR西日本芸備線 山ノ内駅